# Cermada kermadecensis
Cermada kermadecensis är en insektsart som först beskrevs av Myers 1924.  Cermada kermadecensis ingår i släktet Cermada och familjen kilstritar. Inga underarter finns listade i Catalogue of Life.